# Ally (Haute-Loire)
Ally é uma comuna francesa na região administrativa de Auvérnia-Ródano-Alpes, no departamento de Alto Loire. Estende-se por uma área de 31,13 km². Em 2010 a comuna tinha 136 habitantes (densidade: 4,4 hab./km²).